# Rakuten Japan Open Tennis Championships 2012
Rakuten Japan Open Tennis Championships 2012 — тенісний турнір, що проходив на кортах з твердим покриттям у місті Tokyo, Японія з 1 жовтня . Належав до категорії ATP World Tour 500, був турніром серії Japan Open (теніс) 2012 року.

## Фінальна частина

### Одиночний розряд
Нісікорі Кей —  Милош Раонич 7–6(7–5), 3–6, 6–0

### Парний розряд
Александер Пея /  Бруно Соарес —  Леандер Паес /  Радек Штепанек 6–3, 7–6(7–5)